# بخش آتلانتیکو
شهرستان آتلانتیکو (به اسپانیایی: Atlántico Department) یک سکونتگاه مسکونی در کلمبیا است که در کلمبیا واقع شده‌است.

## خصوصیات
شهرستان آتلانتیکو ۳٬۳۸۸ کیلومترمربع مساحت و ۲٬۴۰۳٬۰۲۷ نفر جمعیت دارد.